# 白石市立白川中学校
白石市立白川中学校（しろいししりつ しらかわちゅうがっこう）は、宮城県白石市にあった公立中学校。

## 教育目標
- 進取、敬愛、活力[1]

## 沿革
- 1947年（昭和22年）4月1日 - 白川村立白川中学校として開校
- 1954年（昭和29年）4月1日 - 新設合併により白石市立白川中学校に改称
- 2019年（平成31年）3月31日 - 東中学校と統合し、閉校[2]

## 学区
- 白石市立白川小学校学区[3]